# Pedro Ordóñez de Cevallos
Pedro Ordóñez de Cevallos (Jaén, entre 1556 y 1557-Jaén, en 1636) fue un conquistador, corsario,  comerciante, cronista y sacerdote español que participó en varias gestas en Europa, América, África y Asia. Fue la primera persona en dar la vuelta al mundo desde América, partiendo de Guayaquil y regresando a la misma ciudad años después. Su historia se conoce casi exclusivamente por su autobiografía, Viaje del mundo, un trabajo epicista y de gran calado histórico que danza entre la realidad y la ficción.

## Biografía

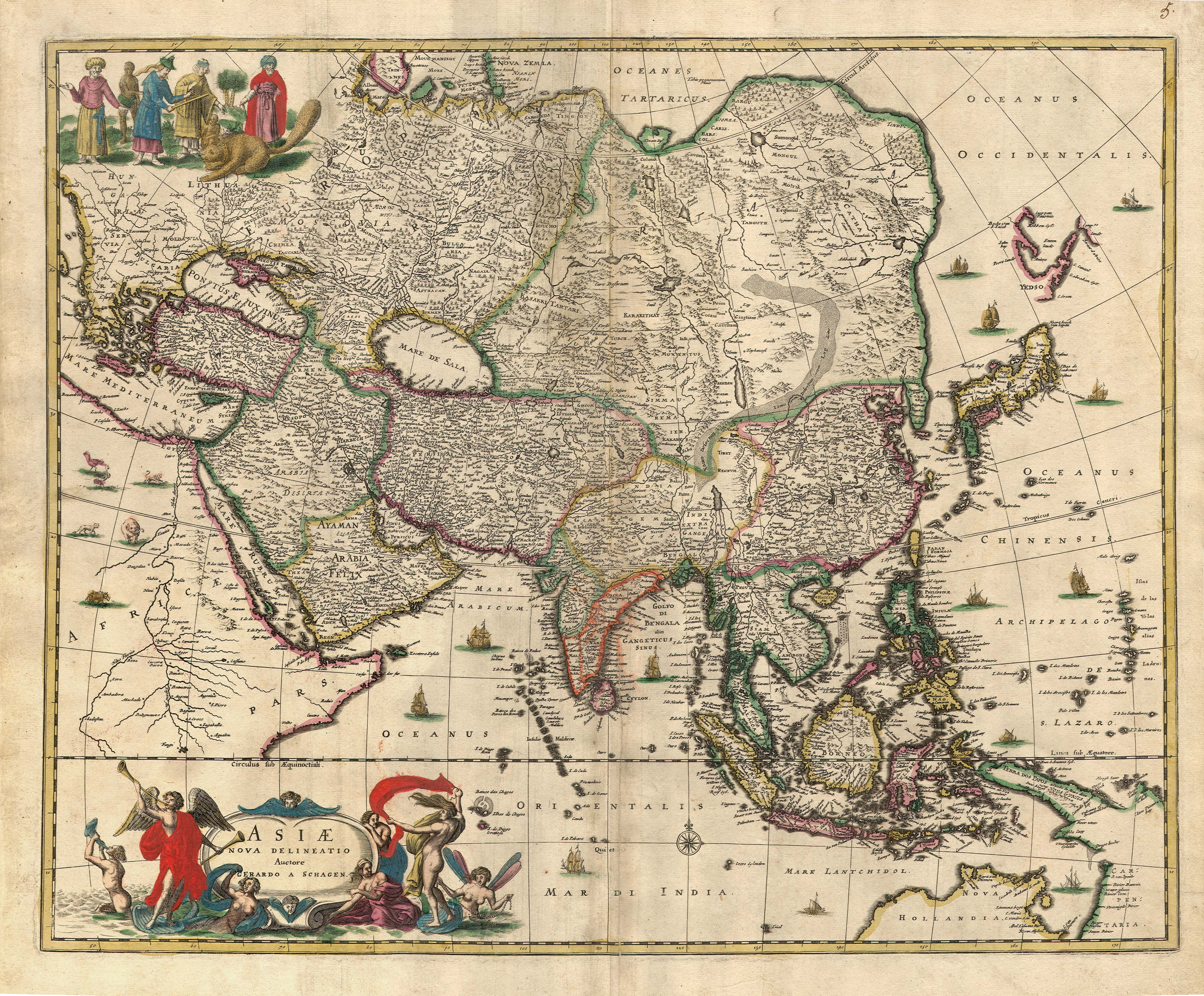
Mapa de Asia del siglo XVII

Estudió  en la escuela de la Santa Capilla de San Andrés de Jaén como discípulo de Juan de Icíar. A los 9 años viajó a Sevilla, donde continuó sus estudios con la Compañía de Jesús en el colegio de maese Rodrigo. Quedará a cargo de su tío, Alonso de Andrade y Avendaño. Por un escarceo amoroso a los 16 años con una señora casada tuvo que marcharse de Sevilla y embarcó, gracias a la mediación de su tío, como alférez real en las galeras de España. Realizó viajes, a veces comerciales y otras veces para combatir, por el Mediterráneo, el norte de Europa, Portugal, África y América y peregrinó a Jerusalén. En América estuvo a punto de participar en una expedición en busca de El Dorado, pero no pudo por problemas con el gobernador de Santa Marta, Lope de Orozco, y debió huir por el río grande de la Magdalena en una barca hecha con palos.
Se estableció en Quito, Nueva España, en 1590, y allí recibió el encargo de transportar 35.000 ducados del obispo a España. Por varias vicisitudes, decidirá transportarlo siguiendo la ruta oriental, usada por el Galeón de Manila. En Acapulco compró un galeoncete de 280 toneladas al armador Martín de Noriega y bautizó al barco como San Pedro. La tripulación eran 30 marineros, 25 grumetes, un capitán, un maestre, un contamaestre, un despensero, un escribano, 20 pajes, 10 soldados, sus dos amigos Pedro de Lomelín y Marcos Ortiz, un genovés, un inglés experto en la fabricación de artefactos incendiarios y nueve comerciantes.
Llegaron a Macao, enclave portugués en China. Entonces aún existían tensiones referentes a las soberanía de las aguas en virtud del Tratado de Tordesillas. Obtuvieron permiso del gobernador portugués para comerciar. Recorrieron la costa de China, desembarcando en Cantón, y la costa de Japón, desembarcando en Nagasaki. Luego fueron al sur hasta la Cochinchina, donde se toparon con dos barcos de los llamados juncos, y, con licencia de comerciantes de Macao y sabiendo que China estaba en guerra con Cochinchina, quemaron los barcos y se apoderó de lo que transportaban. Luego remontaron el Río Rojo hasta la capital de Cochinchina y se entrevistaron con el monarca de ese reino. 
Tras un escarceo amoroso de Ordóñez con la hija del rey, la cual convierte al cristianismo para poder consolidar su relación, y por la muerte a manos de Lomelín de un mensajero del rey de Camboya que iba a pedir la mano de la princesa, se ganaron la confianza del rey de Cochinchina. Ordóñez narra un episodio de conversión de varios cochinchinos al cristianismo, el cual es o bien un embellecimiento de su historia o un hecho real que se deshizo poco después de su ida, ya que posteriores embajadas misioneras a la Cochinchina no encontrarían tales conversos.
Como existían tensiones en los territorios de Camboya y Pegu con Cochinchina el monarca se sintió satisfecho con la presencia española, y les otorgó licencia para comerciar acompañados de la una flota al mando del almirante Andononita. Ordóñez fue capturado por corsarios chinos al cargo de camboyanos pero logró escapar y dispuso su flota y la cochinchina para enfrentarse a ese contingente de corsarios. Entonces tuvo lugar la batalla del Cabo Pracel, cerca del actual Tonkín, donde la participación del galeón español San Pedro fue decisiva para acabar con la potente flota enemiga. Si fue tal y como lo cuenta, en esta batalla se verían envueltos varios cientos de barcos en cada bando y debió de ser una de las batallas navales más importantes del siglo XVI en Asia.
Por la victoria, los españoles fueron agasajados por los conchinchinos en Champa y les fueron entregados tesoros, y el galeón siguió su camino, topándose con el capitán portugués Diego Veloso, que los detuvo y alegó que aquellas aguas eran portuguesas en virtud del Tratado de Tordesillas y solo los dejó marchar cuando abonaron 50 000 pesos.
En sus viajes también visitó el territorio continental de India en 1592, procedente de Malasia y Sumatra, y los archipiélagos indios de Andamán y Nicobar.
Fue ordenado sacerdote en Santa Fe de Bogotá por el arzobispo Luis Zapata de Cárdenas en torno a 1587-1588.
A su regreso a España, a principios del siglo XVII, vivió en Jaén y realizó también frecuentes viajes a Madrid. Fue nombrado canónigo en la Iglesia de Astorga y provisor, juez y vicario general en los reinos de Cochinchina, Champa, Cicir y Laos, aunque no llegó a ocupar estos cargos. Otra prebenda que recibió en el año 1616 fue la de Chantre de la Santa Iglesia de Huamanga, en el Perú, de la cual tampoco tomó posesión, aunque sí hizo ostentación de ella hasta por lo menos el año 1626.
Ceballos sentía mucha admiración por la labor que hacían los religiosos del beato Juan de Dios en las ciudades donde estaban establecidos. En Jaén regentaban el hospital de la Misericordia, que estaba muy cerca de donde él vivía, en concreto, en lo que actualmente es la plaza de San Miguel y en aquel tiempo "frente a las Cruces del convento de Santo Domingo" (hoy, Archivo Histórico Provincial). En los últimos meses de vida hizo varias donaciones al hospital de la Misericordia, como fueron dos censos de 300 y 112 ducados contra unos vecinos de Alcalá la Real y Cambil, los cuales eran de difícil cobro.

## Muerte
Falleció en la ciudad de Jaén el día 17 de abril de 1636, cuya partida de defunción se ha localizado en el Archivo Diocesano de Jaén, libros sacramentales de la parroquia de San Miguel, en libro 2º de defunciones y testamentos (1626-1636), folio 309 vto. Su transcripción, con desarrollo de sus abreviaturas, es el siguiente: «El canónigo don Pedro Ordóñez. En 18 de abril de 1636, se enterró en la Santa Misericordia al canónigo don Pedro Ordóñez, vecino a esta parroquia. Ordenó su testamento ante Diego de Herrera, escribano público, por donde manda enterrarse en el dicho hospital con oficios cumplidos.»
El no haberse conservado los protocolos notariales de este escribano, nos ha privado de conocer más datos sobre el personaje.

## Obra
Relató sus viajes en una serie de libros. Estas obras fueron traducidas incluso al holandés, cuando Holanda era un país enemigo, y fueron auténticos best-seller de la época:
- Viaje del mundo. Hecho y compuesto por el licenciado Pedro Ordóñez de Ceballos, natural de la insigne ciudad de Jaén., 1614.
- Cuarenta triunfos de la santísima Cruz de Cristo N. S. y Maestro. Madrid, Luis Sánchez, 1614
- Tratado de las relaciones verdaderas de los reinos de la China, Cochinchina y Champáa, y otras cosas notables y varios sucesos, sacadas de sus originales. Jaén, Pedro de la Cuesta, 1628.
- Tratado de los reinos orientales y hechos de la reina María y de sus antecesores, y tres comedias famosas, una de «La mejor legisladora y triunfo de la santísima Cruz», y dos del «Español entre todas las naciones». Compuestas por dos aficionados religiosos. Jaén, Pedro de la Cuesta, 1629

Además, se han publicado compendios de cartas escritas por él, y sus obras:
- Historia de la antigua y continuada nobleza de la ciudad de Jaén. Jaén, Pedro de la Cuesta, 1628. En realidad el libro aparece bajo la autoría de Bartolomé Ximénez Patón, quien declara abiertamente que la primera redacción la hizo su amigo Pedro Ordóñez de Ceballos.
- Tres entremeses famosos a modo de comedia de entretenimiento: Entremés del rufián, Entremés del astrólogo médico y Entremés del emperador y damas. Baeza, Pedro de la Cuesta, 1634.